# Poeoptera lugubris
El estornino rabilargo (Poeoptera lugubris) es una especie de ave paseriforme de la familia Sturnidae propia de África occidental y central. Se encuentra desde Sierra Leona hasta la República Democrática del Congo.

## Descripción
El macho tiene el plumaje de color azul oscuro, con las alas negras. La hembra es de color gris oscuro con bandas de color castaño en las alas, visibles en vuelo. Ambos sexos tienen una cola larga y estrecha. El iris de sus ojos es amarillo, y sus patas y pico son negros.

## Hábitat
Su hábitat natural es el dosel de los bosques húmedos de tierras bajas, y también puede vivir en bosques secundarios y los claros de los bosques.

## Comportamiento
Se alimenta principalmente de frutos, complementándolos con insectos y semillas.
Los estorninos rabilargos forman bandadas de 10-30 individuos o más, y a veces en bandadas mixtas con otras especies de aves frugívoras. Anida en colonias, construyendo nidos en lo alto de los troncos de árboles muertos, en agujeros perforados originalmente por colonias de barbudos, a menudo con ambas especies de aves anidando muy cerca a la vez. Los huevos son de color gris azulado claro con motas pardas.